# Calomicrus moralesi
Calomicrus moralesi es un coleóptero de la familia Chrysomelidae.
Fue descrita científicamente por primera vez en 1963 por Codina.